# Sirtuine

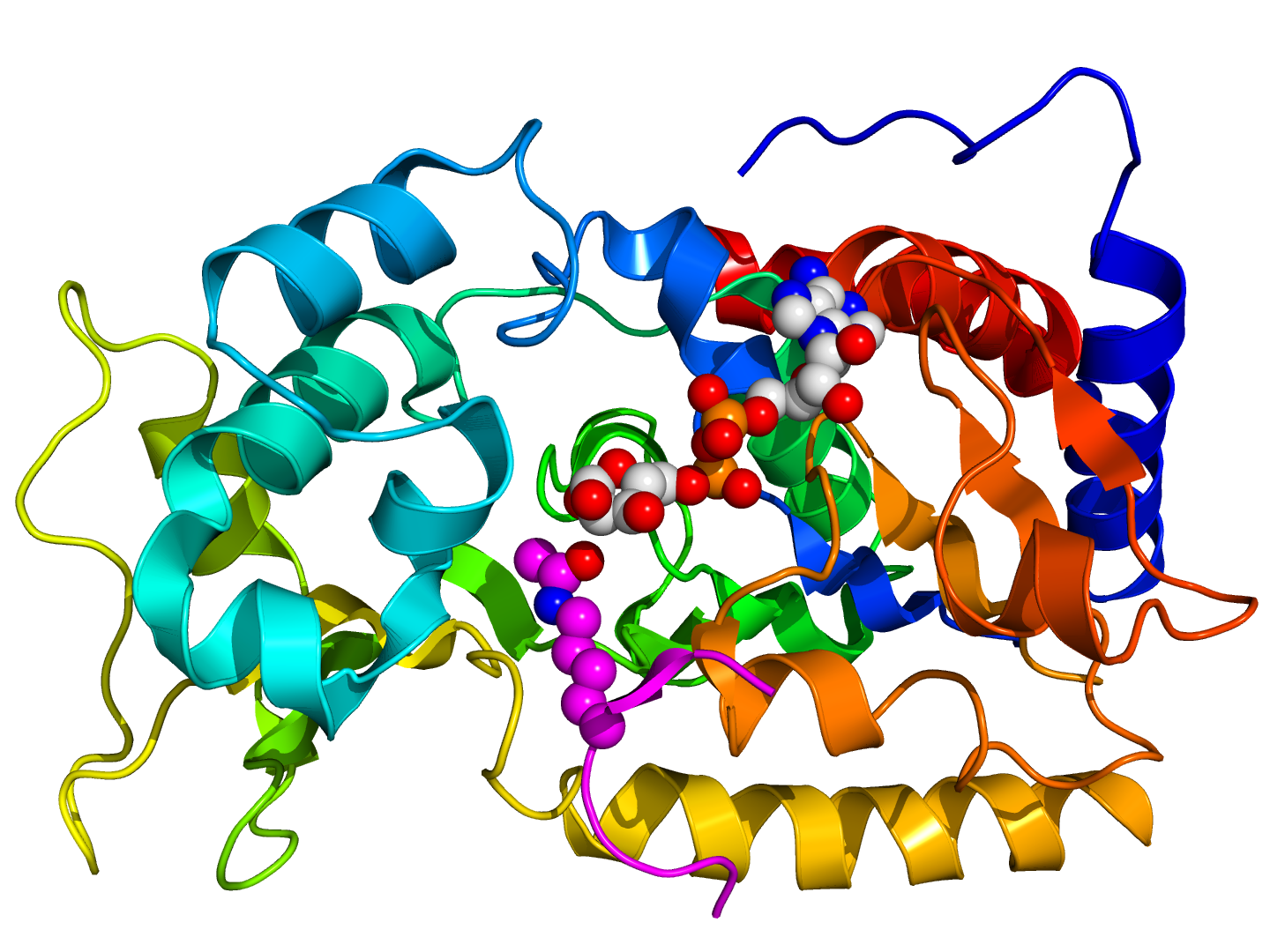
Structure cristallographique de la sir2 de levure (bande dessinée aux couleurs de l'arc-en-ciel, N-terminus = bleu, C-terminus = rouge) complexée avec l'ADP (modèle de remplissage de l'espace, carbone = blanc, oxygène = rouge, azote = bleu, phosphore = orange) et un peptide d'histone H4 (magenta) contenant un résidu de lysine acylée (représenté sous forme de sphères).

Les sirtuines sont une classe d'enzymes, des histones désacétylases NAD-dépendantes, que l'on trouve à la fois chez les procaryotes (dont les bactéries) et les eucaryotes (végétaux et animaux). Elles affectent le métabolisme cellulaire en régulant l'expression de certains gènes (épigénétique) chez les eucaryotes. Le nom vient de Silent mating type Information Regulation two, le gène responsable de la régulation cellulaire chez les levures, et -ine la terminaison conventionnelle pour les protéines.
Les sirtuines constituent une classe d'enzymes comptant sept représentants, nommés SIRT1 à SIRT7. Cette classe est la classe III des histones désacétylases.
• Sirtuine 1
• Sirtuine 2
• Sirtuine 3
• Sirtuine 4
• Sirtuine 5
• Sirtuine 6
• Sirtuine 7